# دوغلاس (ميشيغان)
دوغلاس (بالإنجليزية: Douglas, Michigan) هي مدينة تقع بولاية ميشيغان في شمال شرق الولايات المتحدة. تبلغ مساحة هذه المدينة 5.13 (كم²)، وترتفع عن سطح البحر 186 م، بلغ عدد سكانها 1232 نسمة في عام 2010 حسب إحصاء مكتب تعداد الولايات المتحدة وتصل الكثافة السكانية فيها 271.8 نسمة/كم2.

## التركيبة السكانية
قام مكتب تعداد الولايات المتحدة بتحديد بيانات التركيبة السكانية لدوغلاس في تعداد الولايات المتحدة. في ما يلي، التركيبة السكانية حسب تعدادي 2000 و2010.

### تعداد عام 2000
بلغ عدد سكان دوجيرتي 80 نسمة بحسب تعداد عام 2000، وبلغ عدد الأسر 37 أسرة وعدد العائلات 19 عائلة مقيمة في المدينة. في حين سجلت الكثافة السكانية 144.5 نسمة لكل ميل مربع (55.8/كم2). وبلغ عدد الوحدات السكنية 52 وحدة بمتوسط كثافة قدره 93.9 نسمة لكل ميل مربع (36.3/كم2).
وتوزع التركيب العرقي للمدينة بنسبة 96.25% من البيض و 2.50% من الأمريكيين الأصليين و 1.25% من عرقين مختلطين أو أكثر.
بلغ عدد الأسر 37 أسرة كانت نسبة 29.7% منها لديها أطفال تحت سن الثامنة عشر تعيش معهم، وبلغت نسبة الأزواج القاطنين مع بعضهم البعض 45.9% من أصل المجموع الكلي للأسر، ونسبة 2.7% من الأسر كان لديها معيلات من الإناث دون وجود شريك، وكانت نسبة 48.6% من غير العائلات. تألفت نسبة 48.6% من أصل جميع الأسر من أفراد ونسبة 27.0% كانوا يعيش معهم شخص وحيد يبلغ من العمر 65 عاماً فما فوق. وبلغ متوسط حجم الأسرة المعيشية 3.11، أما متوسط حجم العائلات فبلغ 2.11.
بلغ العمر الوسطي للسكان 44 عاماً. وكانت نسبة 22.5% من القاطنين تحت سن الثامنة عشر، وكانت نسبة 5.0% بين  عاماً، ونسبة 23.8% كانت واقعةً في الفئة العمرية ما بين الخامسة والعشرين حتى الرابعة والأربعين عاماً، ونسبة 28.8% كانت ما بين الخامسة والأربعين حتى الرابعة والستين، ونسبة 20.0% كانت ضمن فئة الخامسة والستين عاماً فما فوق. يوجد لكل 100 أنثى 105.1 ذكر، ويوجد لكل 100 أنثى في الثامنة عشر من عمرها فما فوق 113.8 ذكر.
بلغ متوسط دخل الأسرة في المدينة 36,458 دولار، أما متوسط دخل العائلة فبلغ 50,417 دولار. وكان متوسط دخل الذكور 23,750 دولار مقابل 30,893 دولار للإناث. وسجل دخل الفرد الخاص بالمدينة 19,569 دولار. ولم يكن هناك عوائل تحت خط الفقر، وكانت نسبة 4.2% من غير العوائل تحت خط الفقر،

### تعداد عام 2010
بلغ عدد سكان دوغلاس 1,232 نسمة بحسب تعداد عام 2010، وبلغ عدد الأسر 645 أسرة وعدد العائلات 279 عائلة مقيمة في المدينة. في حين سجلت الكثافة السكانية 704.0 نسمة لكل ميل مربع (271.8/كم2). وبلغ عدد الوحدات السكنية 1,075 وحدة بمتوسط كثافة قدره 614.3 لكل ميل مربع (237.2/كم2).
وتوزع التركيب العرقي للمدينة بنسبة 97.2% من البيض و 0.2% من الأمريكيين الأصليين و 0.2% من الأمريكيين ذوي الأصول الآسيوية و 0.6% من الأمريكيين الأفارقة و 0.9% من عرقين مختلطين أو أكثر.
بلغ عدد الأسر 645 أسرة كانت نسبة 15.7% منها لديها أطفال تحت سن الثامنة عشر تعيش معهم، وبلغت نسبة الأزواج القاطنين مع بعضهم البعض 33.3% من أصل المجموع الكلي للأسر، ونسبة 7.0% من الأسر كان لديها معيلات من الإناث دون وجود شريك، بينما كانت نسبة 2.9% من الأسر لديها معيلون من الذكور دون وجود شريكة وكانت نسبة 56.7% من غير العائلات. تألفت نسبة 46.0% من أصل جميع الأسر من أفراد ونسبة 17.5% كانوا يعيش معهم شخص وحيد يبلغ من العمر 65 عاماً فما فوق. وبلغ متوسط حجم الأسرة المعيشية 2.60، أما متوسط حجم العائلات فبلغ 1.82.
بلغ العمر الوسطي للسكان 54.3 عاماً. وكانت نسبة 14% من القاطنين تحت سن الثامنة عشر، وكانت نسبة 3.5% بين  عاماً، ونسبة 14.9% كانت واقعةً في الفئة العمرية ما بين الخامسة والعشرين حتى الرابعة والأربعين عاماً، ونسبة 41.6% كانت ما بين الخامسة والأربعين حتى الرابعة والستين، ونسبة 26% كانت ضمن فئة الخامسة والستين عاماً فما فوق. وتوزع التركيب الجنسي للسكان بنسبة 50.0% ذكور و50.0% إناث.

## وصلات خارجية
- City of the Village of Douglas, Michigan نسخة محفوظة 8 مايو 2012 على موقع واي باك مشين.
- The US50 - Cities and Towns in Michigan State